# Casimir Duffour-Dubessan
Casimir Duffour-Dubessan est un homme politique français né le 3 mars 1775 à Bordeaux (Gironde) et mort le 21 juillet 1834 à Bordeaux.

## Biographie
Négociant à Bordeaux, il est conseiller général et député de la Gironde de 1827 à 1833, siégeant à gauche. Il est l'un des signataires de l'adresse des 221 et se rallie à la Monarchie de Juillet.

### Sources
- « Casimir Duffour-Dubessan », dans Adolphe Robert et Gaston Cougny, Dictionnaire des parlementaires français, Edgar Bourloton, 1889-1891 [détail de l’édition]